# Harlan County, Nebraska
Harlan County är ett administrativt område i delstaten Nebraska, USA, med 3 423 invånare. Den administrativa huvudorten (county seat) är Alma. 

## Geografi
Enligt United States Census Bureau så har countyt en total area på 1 487 km². 1 432 km² av den arean är land och 54 km² är vatten. 

### Angränsande countyn

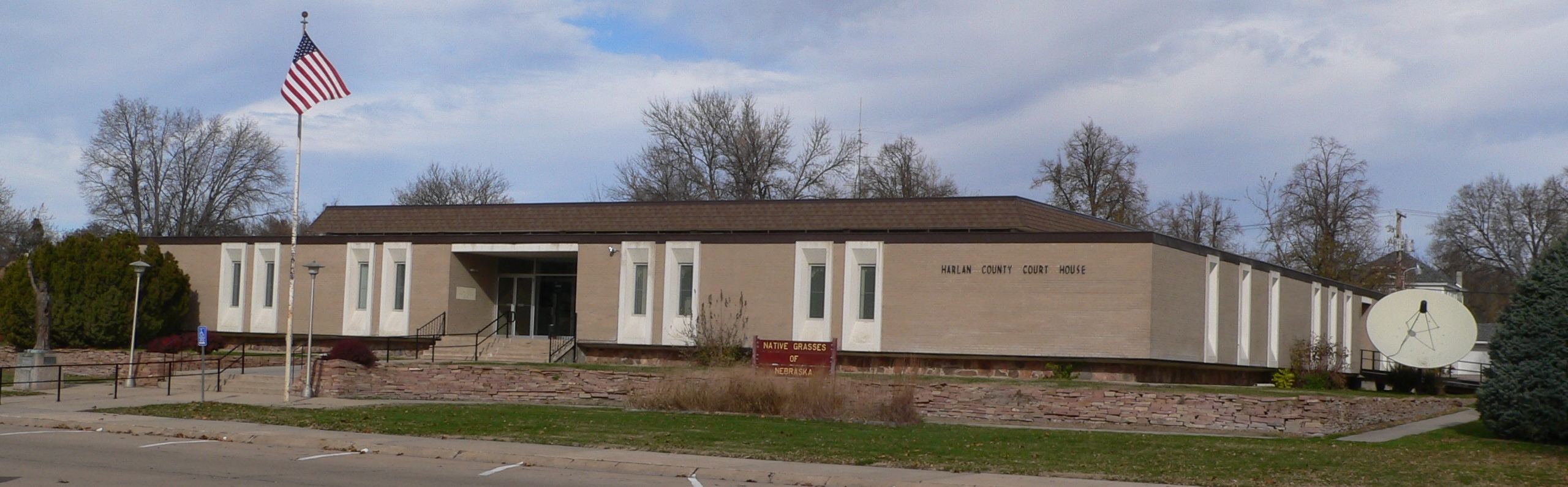
Harlan County Courthouse i Alma.

- Phelps County - nord
- Kearney County - nordost
- Franklin County - öst
- Phillips County, Kansas - syd
- Norton County, Kansas - sydväst
- Furnas County - väster